# Erich Palmowski
Erich Palmowski (* 31. Januar 1912 in Bochum; † 27. Juli 2006 ebenda) war ein deutscher Maler und Grafiker. Er war als SS-Offizier ein Kriegszeichner für die SS und erwarb sich nach dem Zweiten Weltkrieg ein Ansehen als Industrie- und Arbeitermaler.

## Leben
Grafik: In ihrem Geiste werden wir siegen!

Link zum Bild

Mit 14 Jahren fuhr Erich Palmowski zum ersten Mal mit seinem Vater auf der Zeche Carolinenglück ein. Die Erfahrung prägte sein weiteres Leben und sein künstlerisches Schaffen. Seine Ausbildung erhielt er 1926 bis 1929 in der Kunstgewerbeschule in Dortmund dank eines Stipendiums der Stadt Bochum. Dort wurde bereits 1929 in der städtischen Kunstgalerie eine Ausstellung von ihm gezeigt. Er arbeitete vor dem Krieg unter anderem als Dekorationsmaler im Kaufhaus Alsberg (nach der Arisierung Kaufhaus Kortum). Für die Lebensmittelgeschäfte der Firma Hill entwarf er den Schriftzug.
Zum 1. Mai 1933 war Palmowski der NSDAP beigetreten (Mitgliedsnummer 3.100.614). Im Zweiten Weltkrieg war er im Offiziersrang als „SS-Untersturmführer“ Mitglied der „SS-Standarte Kurt Eggers“ und Kriegsberichterstatter. Seine Bilder zeigten den Einsatz an der Front sowie verklärtes Soldatentum wie Auf der Wacht am Weihnachtsabend. Auch die typische SS-Ideologie wird in seinen Bildern dargestellt. So kämpfen grimmige Soldaten für gefallene Kameraden und erklären In ihrem Geiste werden wir siegen. Die Propaganda gegen den „Bolschewismus“ wurde von ihm auch bildlich dargestellt, so wird eine asiatisch aussehende „Bestie“ in Sowjet-Uniform, mit Flammen und einem toten Kind dargestellt. Werke von ihm wurden in der Kunstausstellung Deutsche Künstler und die SS Anfang 1944 in Breslau gezeigt. Der Völkische Kunstverlag Berlin brachte 1944 eine Kunstmappe mit dem Titel „Wie die Pflicht es befiehlt – 20 Zeichnungen von SS-Kriegsberichter Erich Palmowski“ heraus, welche 8 Farb- und 12 Schwarz-Weiß-Reproduktionen zeigten.

In späteren Zeitungsartikeln über Palmowski wird diese Episode des Lebens sehr kurz behandelt. Nach seinen Angaben kehrte er nach Gefangenschaft und Flucht 1947 nach Bochum zurück.
Gemälde von Palmowski von der Ruhr-Universität und dem Botanischen Garten

Link zum Bild

Er arbeitet mit seiner Werbeagentur ab den 1950er Jahren für die Stadt Bochum. Bis Mitte der 1970er prägte er das Bild der Stadt in Anzeigen, Broschüren, Druckwerken und in der Stadtwerbung. 1966 entwarf er auch den Ehrenring der Stadt Bochum.
Nach der Aufgabe seines Werbeateliers widmete Palmowski sich wieder den Motiven des Ruhrgebiets und des Bergbaus. Eine große Ausstellung 2002 im Industriemuseum Zeche Hannover zeigte viele seiner Werke. Einen großen Teil seines Hauptwerkes schenkte er danach dem Museum.
Er war das erste und zu seinem Tod das älteste Mitglied im Bochumer Künstlerbund. Seine Traueranzeige hatte er selbst entworfen.
Teile seiner Werke hat er der Marxistisch-Leninistischen Partei Deutschlands vermacht, sie werden im Willi-Dickhut-Museum in Gelsenkirchen gezeigt. Über diese Übernahme der Werke gab es eine Kontroverse.

## Ausstellung
- 18. August bis 27. Oktober 2002: „90 Jahre vor Ort“, Sonderausstellung im Industriemuseum Zeche Hannover[16]